# Ennetbaden
Ennetbaden is een gemeente en plaats in het Zwitserse kanton Aargau en maakt deel uit van het district Baden.
Ennetbaden telt 3.272 inwoners.